# النجيل
النجيل، بلدة من بلدات محافظة العلا، والتابعة لمنطقة المدينة المنورة في السعودية. تقع في شمال المدينة المنورة، وتبعد عنها بمسافة تقارب411 كيلو متر، وعن العلا بمسافة تقارب 106 كيلو متر ويوجد بها عدد من المدارس للبنات والبنين والمراكز الحكومية والصحية

## مركز النجيل
مركز النجيل: هو من مراكز فئة (ب)
الموقعيقع المركز في الجزء الغربي من محافظة العلا التابعة للمدينة المنورة .
المساحةتبلغ تبلغ مساحته (1,336كم2)، وتمثل 4,57% من مساحة المحافظة، ويأتي في المرتبة الحادية عشرة.
السكانيبلغ عدد سكانه (2689) نسمة، ويأتي في المرتبة الثامنة.
بعد المركز عن المحافظةيقع المركز على بعد (105 كم) من المحافظة، والطريق المؤدي إليها معبد وحديث، ويعتبر المركز في المرتبة الثامنة من حيث القرب من مقر المحافظة.: بعد المركز عن امارة المنطقة : تبعد النجيل عن المدينة المنورة قرابة 400 كيلو متر جنوباً

## التاريخ
وتعتبر بلدة النجيل من البلدات المؤهولة بالسكان ومنطقة ريفية تتمتع بأجواء ممتازة صيفاً بأرده شتاءً ويسكنها عدد من القبائل منهم العوامرة و المشاعله والسميرات والمساعره والعصابين من بلي